# Tommasini-Glockenblume
Die Tommasini-Glockenblume (Campanula tommasiniana) ist eine Pflanzenart aus der Gattung der Glockenblumen (Campanula) in der Familie der Glockenblumengewächse (Campanulaceae).

## Merkmale
Die Tommasini-Glockenblume ist eine immergrüne, ausdauernde, krautige Pflanze, die Wuchshöhen von 10 bis 15 (30) Zentimeter erreicht. Sie bildet möglicherweise eine Pleiokorm-Wurzel aus. Die Grundblätter sind rundlich-herzförmig, kahl, glänzend und gestielt. Die Stängelblätter sind schmal lanzettlich und fein gesägt. Die Blüten sind in arm- bis reichblütigen Trauben angeordnet. Die Früchte sind Kapseln, die in der Mitte Poren aufweisen. Die Krone ist hellblau, schmal röhrig-glockig und 11 bis 16 Millimeter lang. Die Kronröhre hat einen Durchmesser von weniger als 5 Millimeter.
Die Blütezeit liegt im Juni und Juli, zum Teil auch noch im August.

## Vorkommen
Die Tommasini-Glockenblume kommt nur in Kroatien in Ost-Istrien auf Felsen in Höhenlagen bis 1410 Meter vor.

## Taxonomie
Die Tommasini-Glockenblume wurde 1850 von Karl Heinrich Koch in den Archives de la Flore de France et d'Allemagne (Bitche) von Friedrich Wilhelm Schultz in Band 2 Seite 229 als Campanula tommasiniana erstbeschrieben. Der Name der Glockenblume ehrt den  Botaniker aus Triest Mutius von Tommasini (1794–1879).

## Nutzung
Die Tommasini-Glockenblume wird zerstreut als Zierpflanze für Steingärten genutzt.

## Systematik
Campanula tommasiniana bildet mit der Waldstein-Glockenblume (Campanula waldsteiniana) die Hybride Campanula × wockei Sünd.

## Belege
- Eckehart J. Jäger, Friedrich Ebel, Peter Hanelt, Gerd K. Müller (Hrsg.): Rothmaler Exkursionsflora von Deutschland. Band 5: Krautige Zier- und Nutzpflanzen. Spektrum Akademischer Verlag, Berlin Heidelberg 2008, ISBN 978-3-8274-0918-8.